# 卡特琳·普瓦罗
卡特琳·普瓦罗（法語：Catherine Poirot，1963年4月9日—），法国女子游泳运动员。她曾代表法国参加1980年和1984年夏季奥林匹克运动会游泳比赛，其中1984年奥运会获得一枚铜牌。